# جولي برست
جولي برست (بالفرنسية: Julie Bresset)‏ مواليد 9 يونيو 1989 في سانت بريوك، فرنسا، هي درّاجة فرنسية. شاركت في دورة الألعاب الأولمبية الصيفية وفازت بميدالية أولمبية.

## الميداليات
| الميدالية | المسابقة                       |
| --------- | ------------------------------ |
| ذهبية     | الألعاب الأولمبية الصيفية 2012 |

## روابط خارجية
- جولي برست على موقع أرشيف الدراجات (الإنجليزية)
- جولي برست على موقع إحصائيات الدراجات الإحترافية (الإنجليزية)
- جولي برست على موقع CycleBase (الإنجليزية)
- جولي برست على موقع MTB Data (الإنجليزية)
- جولي برست على موقع أوليمبيديا (الإنجليزية)
- جولي برست على موقع اللجنة الأولمبية الفرنسية (مؤرشف) (الفرنسية)